# Divisão N.º 4 (Saskatchewan)
A Divisão N.º 4 é uma das dezoito divisões do censo da província canadense de Saskatchewan, conforme definido pela Statistics Canada. A região está localizada no canto sudoeste da província, na fronteira com Alberta e Montana. A comunidade mais populosa desta divisão é Maple Creek.
De acordo com o censo populacional de 2006, 11 mil pessoas moram nesta divisão. A região tem uma área de 21364 km2.